# Chevalier de Christmas
Prosobonia cancellata
Cette espèce ne doit pas être confondue avec le Chevalier des Tuamotu (Prosobonia parvirostris)
Espèce
Synonymes
 Aechmorhynchus cancellatus, Tringa cancellatus
Statut de conservation UICN

 EX  : Éteint
Le Chevalier de Christmas (Prosobonia cancellata) est une espèce éteinte d'oiseaux limicoles de la famille des Scolopacidae. Cet oiseau était endémique de l'île Christmas dans l'océan Pacifique.